# توکماکباش
توکماکباش (به لاتین: Tukmakbash) یک منطقهٔ مسکونی در روسیه است که در باشقیرستان واقع شده‌است.